# Сакала, Янджанани
Янджанани Сакала (англ. Yanjanani Sakala; род. 16 мая 1988) — замбийский шоссейный велогонщик.

## Карьера
В 2009 году выступил чемпионате Африки в групповой и командной гонках. В 2010 году стал чемпионом Замбии в индивидуальной гонке, а на следующий год призёром в групповой гонке.
В конце ноября 2022 года стал чемпионом Замбии в групповой и призёром в индивидуальной гонках.

## Достижения
2010
 Чемпионат Замбии — индивидуальная гонка
2011
3-й Чемпионат Замбии — групповая гонка
2022
 Чемпионат Замбии — групповая гонка
2-й Чемпионат Замбии — индивидуальная гонка
2-й на Luapula Lakes and Waterfalls Tour
3-й на Tour de Mikango